# Айтекин, Дениз
Дени́з Айтеки́н (нем. Deniz Aytekin; род. 21 июля 1978, Нюрнберг, Бавария) — немецкий футбольный судья турецкого происхождения.

## Карьера
В профессии с 1995 года.
Рефери Баварской футбольной ассоциации. С 2011 года — арбитр ФИФА.
Дебютировал в Бундеслиге 27 сентября 2008 года в матче между берлинской «Гертой» и «Энерги» из Котбуса в Берлине. Гости выиграли матч со счетом 1:0. За матч Айтекин показал четыре жёлтые карточки, причём одну из них — голкиперу «Энерги» Герхарду Треммелю за задержку времени на 90-й минуте матча.
8 марта 2017 года Дениз работал на одном из самых скандальных матчей в своей карьере — ответной игре Лиги чемпионов между испанской «Барселоной» и французским «ПСЖ». 25 ноября обслуживал матч немецкой Бундеслиги между дортмундской «Боруссией» и «Шальке 04», в котором гости отыграли 4 мяча, уступая после первого тайма 0:4. Как итог — результативная ничья 4:4.
Проживает в Баварии, в городе Оберасбах. Занимается интернет-предпринимательством.